# Bondard
De  Bondard is een Franse kaas uit het Pays de Bray in Normandië.
De Bondard is een op de Neufchâtel AOC lijkende kaas. Het belangrijkste verschil met de Neufchâtel is dat aan de melk waarvan de Bondard gemaakt wordt extra room wordt toegevoegd. Het wordt zo een vette kaas.
Het proces is vergelijkbaar met de Neufchâtel, de melk wordt langzaam gestremd en na toevoeging van stremsel wordt na 24-36 uur de wrongel verzameld, de kaas lekt in 12 uur onder lichte druk verder uit. Vervolgens worden aan de wrongel of de schimmelcultures of korrels oudere kaas toegevoegd. De wrongel wordt gekneed, gezouten en in vormen gedaan. De vormen rijpen langer dan de Neufchâtel, een aantal weken bij een temperatuur van 12 – 14°C.